# Keith Holyoake
Pour les articles homonymes, voir Holyoake.
Sir Keith Holyoake, couramment surnommé Kiwi Keith, né le 11 février 1904 près de Pahiatua (Wairarapa) et mort le 8 décembre 1983 à Wellington, est un homme d'État néo-zélandais. Il exerce les fonctions de Premier ministre de Nouvelle-Zélande à deux reprises, durant une brève période de moins de deux mois, du 20 septembre au 12 décembre 1957, puis du 12 décembre 1960 au 7 février 1972. Il est par la suite, du 26 octobre 1977 au 25 octobre 1980, gouverneur général de Nouvelle-Zélande.

## Biographie

### Ascension politique

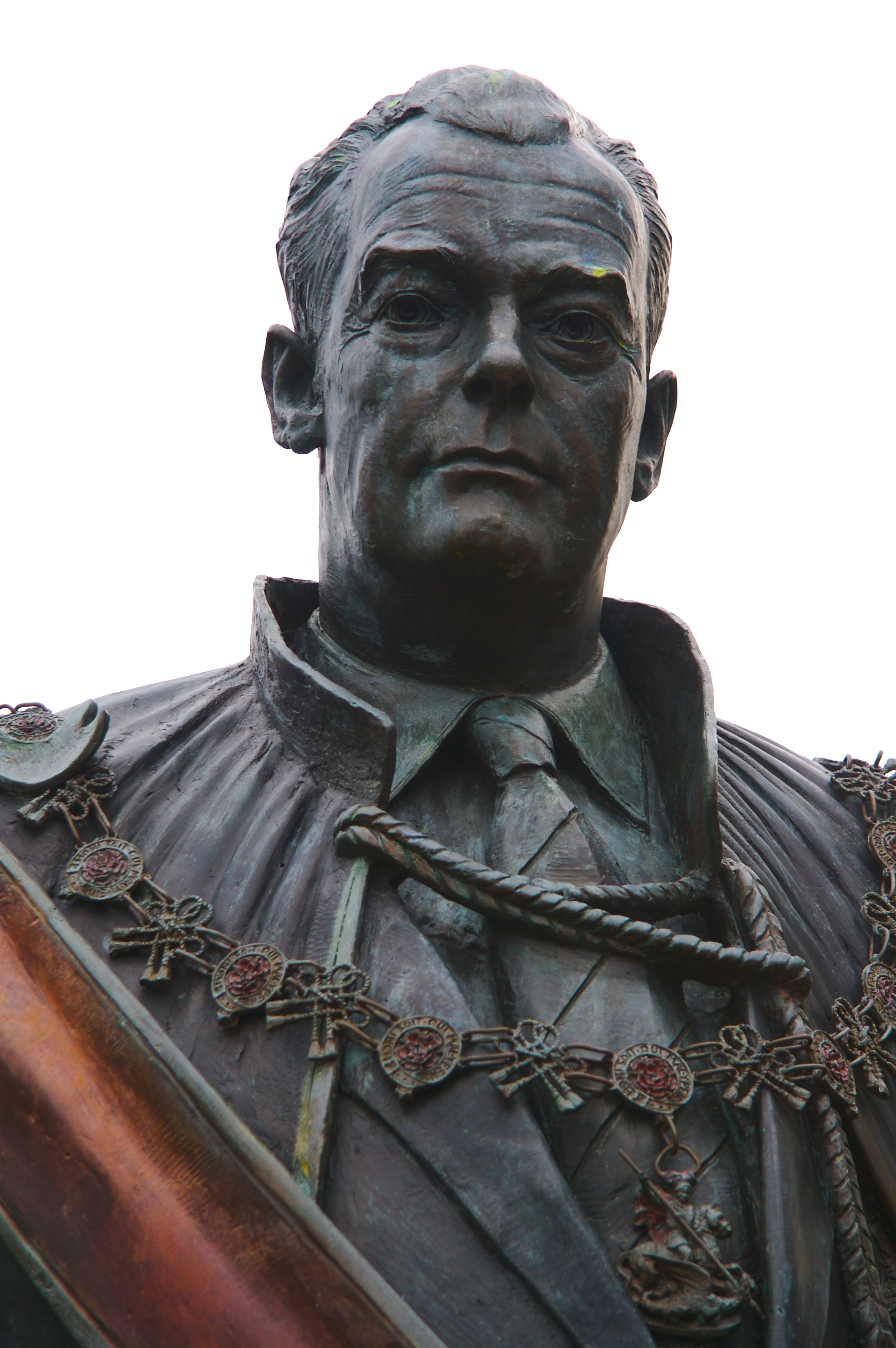
Statue de Keith Holyoake.

L'engagement politique de Keith Holyoake commence en 1931, avec son adhésion au Parti de la réforme. Il est désigné candidat de ce parti aux élections générales du 2 décembre 1931, dans la circonscription de Motueka, où il affronte le représentant sortant, George Black, sans toutefois parvenir à lui ravir son siège. L'année suivante, après le décès de George Black, il est à nouveau investi par le Parti de la réforme pour l'élection partielle du 1er décembre 1932, et parvient cette fois à se faire élire à la Chambre des représentants, dont il devient le benjamin, à l'âge de 28 ans.
Lors des élections générales du 27 novembre 1935, alors que la coalition du Parti de la réforme et du Parti unifié essuie une défaite sévère face aux travaillistes, perdant les deux tiers de ses sièges, Keith Holyoake est réélu dans sa circonscription. Sa réélection lui assure, au sein de la coalition défaite, une large audience, qui lui permet de jouer un rôle de cheville ouvrière dans la fusion des deux formations pour constituer le Parti national, formellement fondé les 13 et 14 mai 1936. Il est alors considéré comme une étoile montante au sein de la nouvelle formation.
Son ascension est toutefois stoppée lors des élections générales du 15 octobre 1938, au cours desquelles il est battu par un candidat travailliste dans sa circonscription de Motueka, tandis que le Parti national profite d'une certaine bipolarisation de la vie politique, sans toutefois ébranler la majorité détenue par les travaillistes. Il ne fait son retour à la Chambre des représentants que cinq ans plus tard, le déclenchement de la Seconde Guerre mondiale ayant entraîné un report de deux ans des élections, normalement prévues pour l'automne 1941. Le Parti national, en net progrès par rapport à 1938, sans toutefois parvenir à fragiliser la majorité travailliste, et Keith Holyoake bénéficie de cette vague, en se faisant élire dans une nouvelle circonscription, à Pahiatua.
En 1946, il accède aux fonctions de chef-adjoint du Parti national, devenant le principal lieutenant du chef du parti, Sidney Holland, qu'il secondera jusqu'à l'automne 1957. 13 ans après sa fondation, le Parti national remporte les élections générales du 30 novembre 1949, avec 46 sièges contre 34 pour les travaillistes. Le 13 décembre, Sidney Holland est nommé Premier ministre et constitue son premier cabinet, dans lequel il confie à Keith Holyoake les fonctions de ministre de l'Agriculture et de Premier vice-Premier ministre. Il occupera ces fonctions sans discontinuer jusqu'à l'automne 1957. À l'automne 1955, ès-qualités et comme représentant des pays de la zone Southwest Pacific, il préside à Rome la huitième conférence de l'Organisation des Nations unies pour l'alimentation et l'agriculture (FAO), qui coïncide avec le 10e anniversaire de l'organisation.
Dans le courant de l'année 1957, le Premier ministre, Sidney Holland, affaibli par une santé chancelante, décide de passer le relais à son plus proche lieutenant avant les prochaines échéances électorales, lui confiant le soin de mener le parti à la bataille. Keith Holyoake est d'abord élu à la tête du Parti national, le 13 août, puis Sidney Holland démissionne de ses fonctions de Premier ministre, le 20 septembre 1957 et est aussitôt remplacé par « Kiwi Keith ». Celui-ci ne parvient toutefois pas à éviter à son parti d'être battu sur le fil lors des élections du 26 novembre, qui se soldent par une courte victoire des travaillistes, avec 41 sièges contre 39 pour le Parti national. Le 12 décembre, il est remplacé, à la tête de l'exécutif, par le chef de file des travaillistes, Walter Nash, et occupe alors lui-même, pendant les trois années de la législature, le poste de chef de l'opposition.

### Premier ministre de Nouvelle-Zélande
Si une certaine usure du pouvoir avait pu jouer, en 1957, contre le Parti national et son nouveau chef, c'est une autre forme de lassitude de l'électorat qui explique leur retour aux affaires en 1960. Le Premier ministre travailliste, Walter Nash, est en effet âgé de 78 ans lors du scrutin du 26 novembre 1960, tandis que Keith Holyoake, âgé de 56 ans, est considéré comme étant dans la plénitude de son âge et plus dynamique. Le Premier ministre sortant a en outre contre lui l'impopularité d'une hausse importante de la fiscalité, qualifiée de Black Budget, présentée par son ministre des Finances Arnold Nordmeyer, alors que les électeurs se souviennent que le Premier ministre a lui-même occupé ces fonctions durant 14 ans, entre 1935 et 1949, dans les cabinets dirigés par Michael Joseph Savage et Peter Fraser. Face à ce dirigeant vieillissant, « Kiwi Keith » apparaît en quelque sorte comme un « homme neuf », en dépit de ses huit années de participation aux affaires, aux côtés de Sidney Holland.
Le Parti national l'emporte avec une majorité confortable de 46 sièges sur 80, et Keith Holyoake succède à Walter Nash le 12 décembre 1960, jour anniversaire de leur précédente passation de pouvoir en sens inverse.
Les deux scrutins de 1963 et 1966 se traduisent par une certaine stabilité électorale, tant en termes de suffrages que de nombre de sièges, et c'est en 1969 qu'on commence à observer un début d'érosion de la popularité de l'équipe en place. À la faveur d'une augmentation de 4 sièges de l'effectif de la Chambre des représentants, les travaillistes remportent ainsi 3 des nouveaux sièges, le Parti national conservant tout de même une majorité suffisante, avec 45 sièges sur 84.
Au début de l'année 1972, se souvenant des conditions difficiles de son accession à la tête du gouvernement en 1957, moins de deux mois avant les élections, « Kiwi Keith » décide de démissionner, 10 mois avant les élections générales, passant le relais à Jack Marshall, qui avait occupé, en 1957 et depuis 1960, les fonctions de second vice-Premier ministre. Le Premier ministre pense ainsi laisser à son « dauphin » un délai suffisant, avant l'échéance électorale, pour s'imposer tant à la tête du parti qu'à celle du gouvernement. Jusqu'aux élections générales, il occupe alors les fonctions de ministre des Affaires étrangères. Cette précaution s'avère toutefois insuffisante puisque, le 25 novembre 1972, les travaillistes, sous la conduite de Norman Kirk, remportent une large victoire, avec 55 sièges sur 87 (le nombre de sièges de la chambre a une nouvelle fois été augmenté).

### Retraite temporaire
Après son départ de la tête du gouvernement, et plus encore après la défaite du Parti national aux élections générales de 1972, Keith Holyoake, s'il n'occupe plus une place de premier plan dans la vie politique néo-zélandaise, y conserve toutefois une certaine influence. Après la victoire de Robert Muldoon aux élections générales de 1975, le Premier ministre le fait revenir au sein du cabinet, avec un titre de « ministre d'État », sans portefeuille.

### Gouverneur général
En 1977, il quitte le cabinet pour prendre la succession de Denis Blundell au poste de gouverneur général de Nouvelle-Zélande, en dépit de la désapprobation de la reine Élisabeth II, chef de l'État en titre. C'est en effet la première fois, dans l'histoire du pays, qu'une personnalité issue du sérail politique est nommée à ce poste. Keith Holyake demeure trois ans dans ces fonctions, avant de céder la place, en 1980, à David Beattie. Le Premier ministre Robert Muldoon prend toutefois partiellement en compte les critiques exprimées par la rumeur de cette nomination, en limitant à trois ans la durée du mandat de Keith Holyoake, alors que la durée habituelle des fonctions de gouverneur général est ordinairement de cinq ans. La désapprobation royale à sa nomination comme gouverneur n'empêche pas toutefois, en 1980, son adoubement comme chevalier compagnon de l'Ordre de la Jarretière, honneur auquel il est le premier Néo-Zélandais à accéder. Il est aussi chevalier de l'ordre de Saint-Jean de Jérusalem et compagnon de l'ordre du service de la reine.